# Plaza Brigadeiro Sampaio
La plaza Brigadeiro Sampaio es una plaza pública de la ciudad de Porto Alegre, Brasil. Se ubica en el centro histórico de esa ciudad y es considerada la plaza más antigua de la que se tiene registro en la ciudad.
En la plaza se instaló la obra "El Tambor", una de las referencias del Museo de Historia Negra de Porto Alegre.

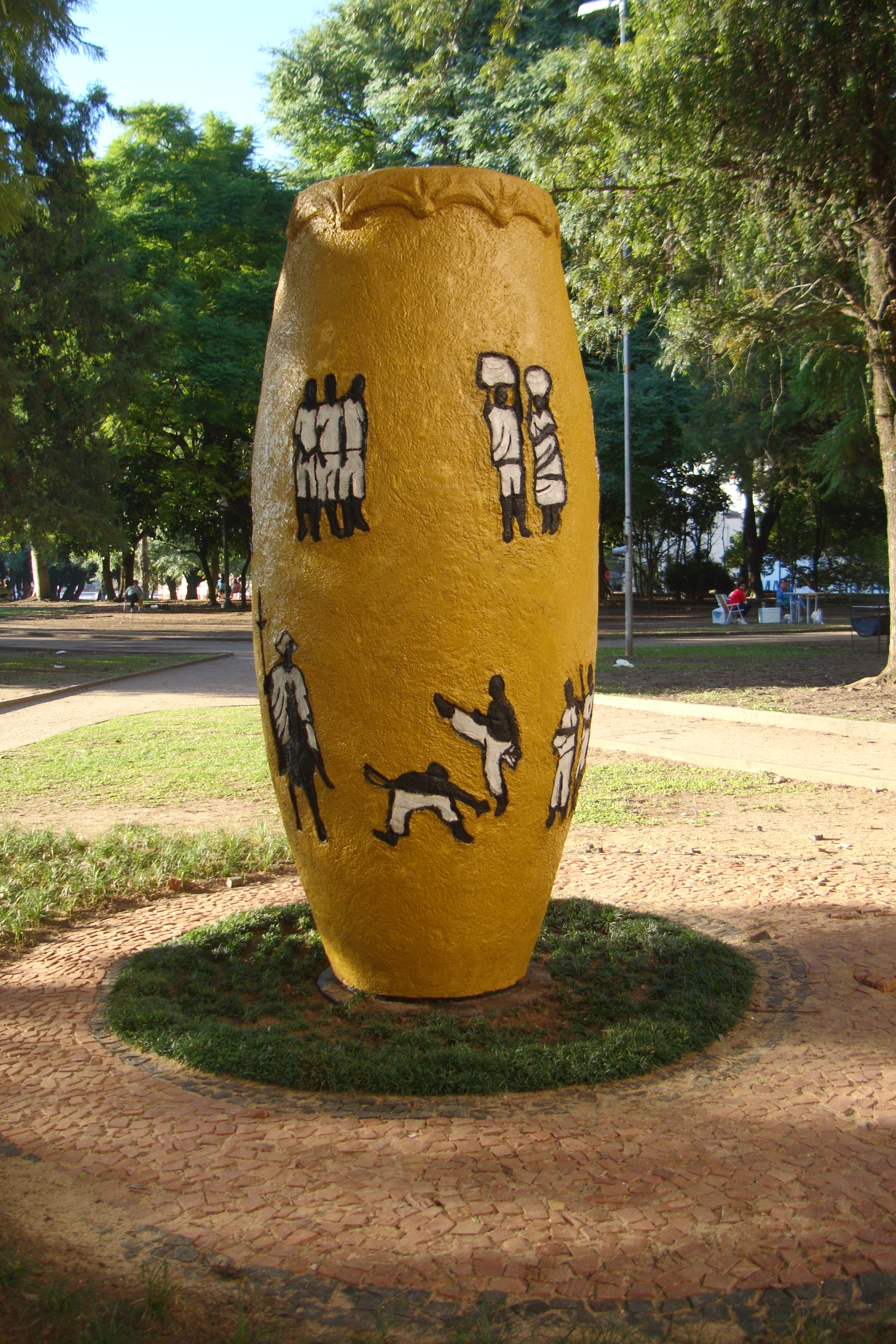
Monumento El Tambor

## Historia
La plaza que hoy conocemos como Brigadeiro Sampaio era conocida, al inicio de la colonización, como Largo da Forca, por ser el lugar donde los esclavos eran ahorcados. La zona en la que se encontraba, a su vez, se llamaba praia do Arsenal y albergaba astilleros. En 1832 se inició en el lugar la construcción de una prisión, pero el proyecto fue abandonado y, en 1856, tras un proceso de ganar tierras al río y ajardinamiento, nació en su lugar la praça do Arsenal. Dos años más tarde, los astilleros se trasladaron al Caminho Novo (actual rúa Voluntários da Pátria) y dieron paso al muelle en el Guaíba y, posteriormente, al Cais Mauá y al puerto de Porto Alegre.
Con el fin de la guerra de la Triple Alianza, en 1870, el nombre de la plaza pasó a ser praça da Harmonia, con el objetivo de celebrar la paz en la cuenca del Plata. Ocho años después, sin embargo, el nombre pasó a ser praça Martins de Lima, en memoria de un concejal que promovió la plantación de 94 árboles en la plaza.
En 1920, el gobierno del estado decidió modificar su estructura para construir un puerto, por lo que permaneció como almacén de material del estado y del ejército durante mucho tiempo. Entretanto, el alcalde Alberto Bins cambió su nombre por el de praça Três de Outubro, en honor a la Revolución de 1930.
Finalmente, en 1965, una exitosa campaña consiguió restaurar y reurbanizar la plaza, que para entonces ya había recibido su nombre actual, en honor a Antônio de Sampaio, patrón de la infantería brasileña.